# Boeing 7x7 sorozat
A Boeing 7x7 sorozat, vagy egyszerűen csak 7x7, egy kifejezés amelyet a Boeing 7-es sorozatú repülőgépeire alkalmaznak, ezek a Boeing 707, 717, 727, 737, 747, 757, 767, 777, és 787-es repülőgépek. Hasonló számozást használnak az Airbus repülőgépeire is A3xx néven.
Megjegyjésnek a 7x7 (nagy betűs X-el) jelölést eredetileg a Boeing 767 fejlesztési nevére alkalmazták. További hasonló megnevezések szerepelnek még a 7N7 ( Boeing 757 ), 7E7 ( Boeing 787 ) és a Boeing 7J7 repülőgépeknél.

## Számozás
- Boeing 707
- Boeing 717
- Boeing 720
- Boeing 727
- Boeing 737
- Boeing 747
- Boeing 757
- Boeing 767
- Boeing 777
- Boeing 787 Dreamliner

## Galéria

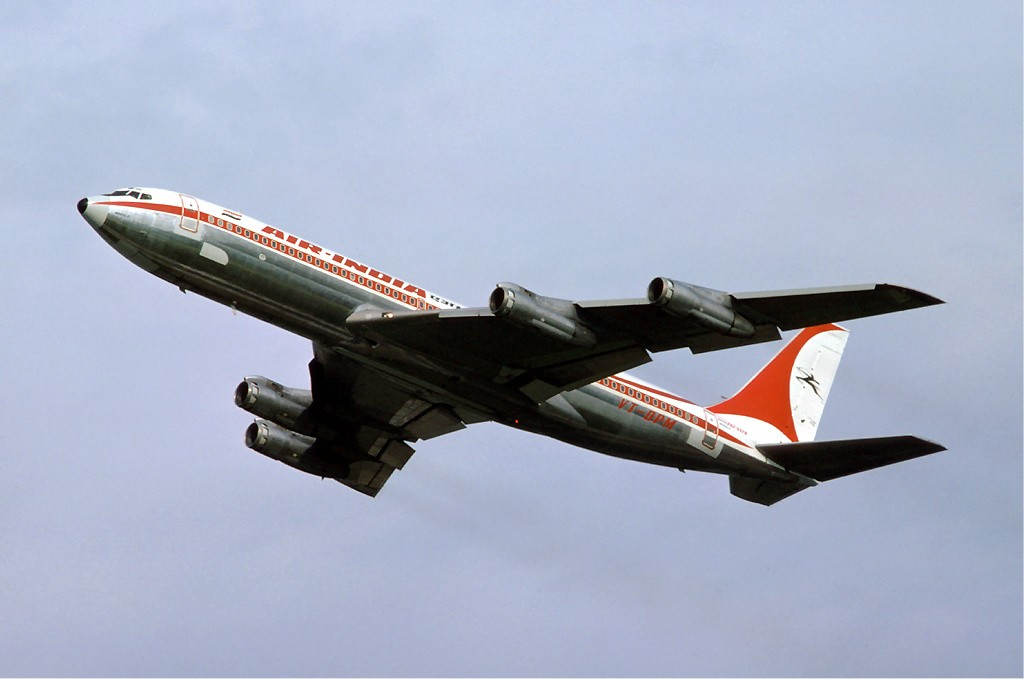
Boeing 707
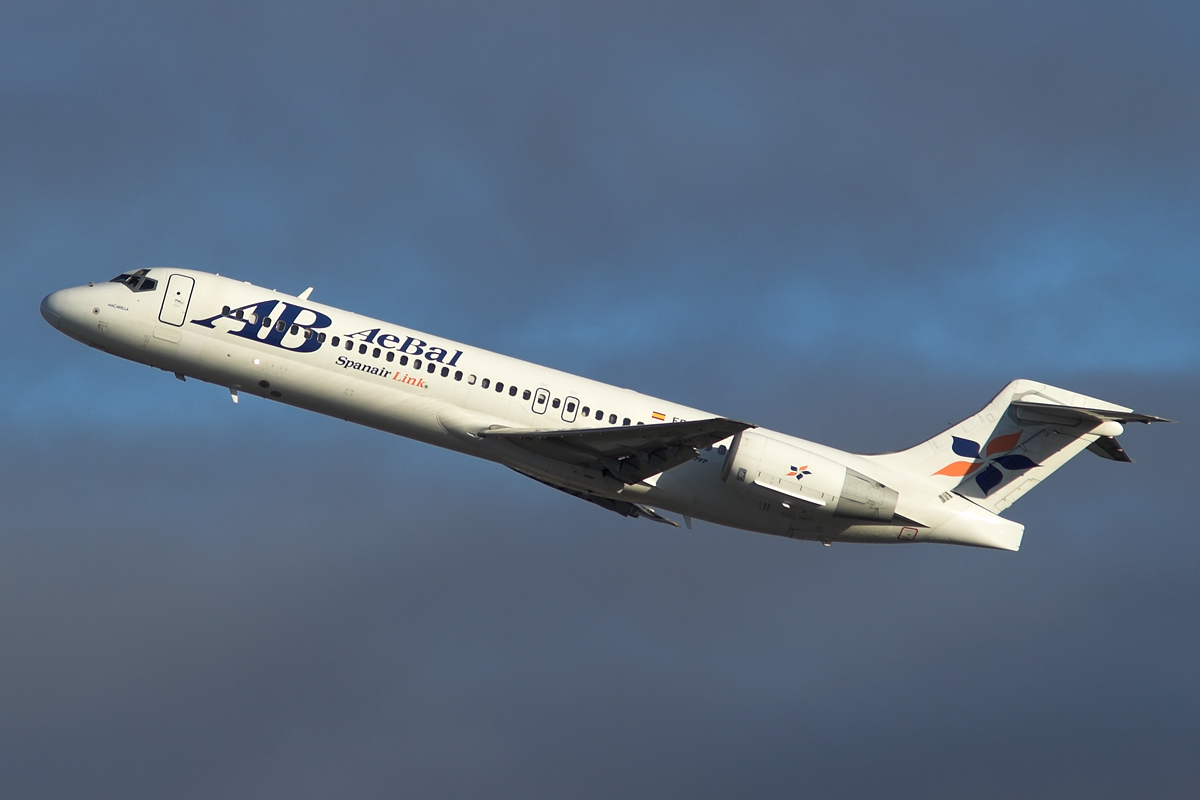
Boeing 717
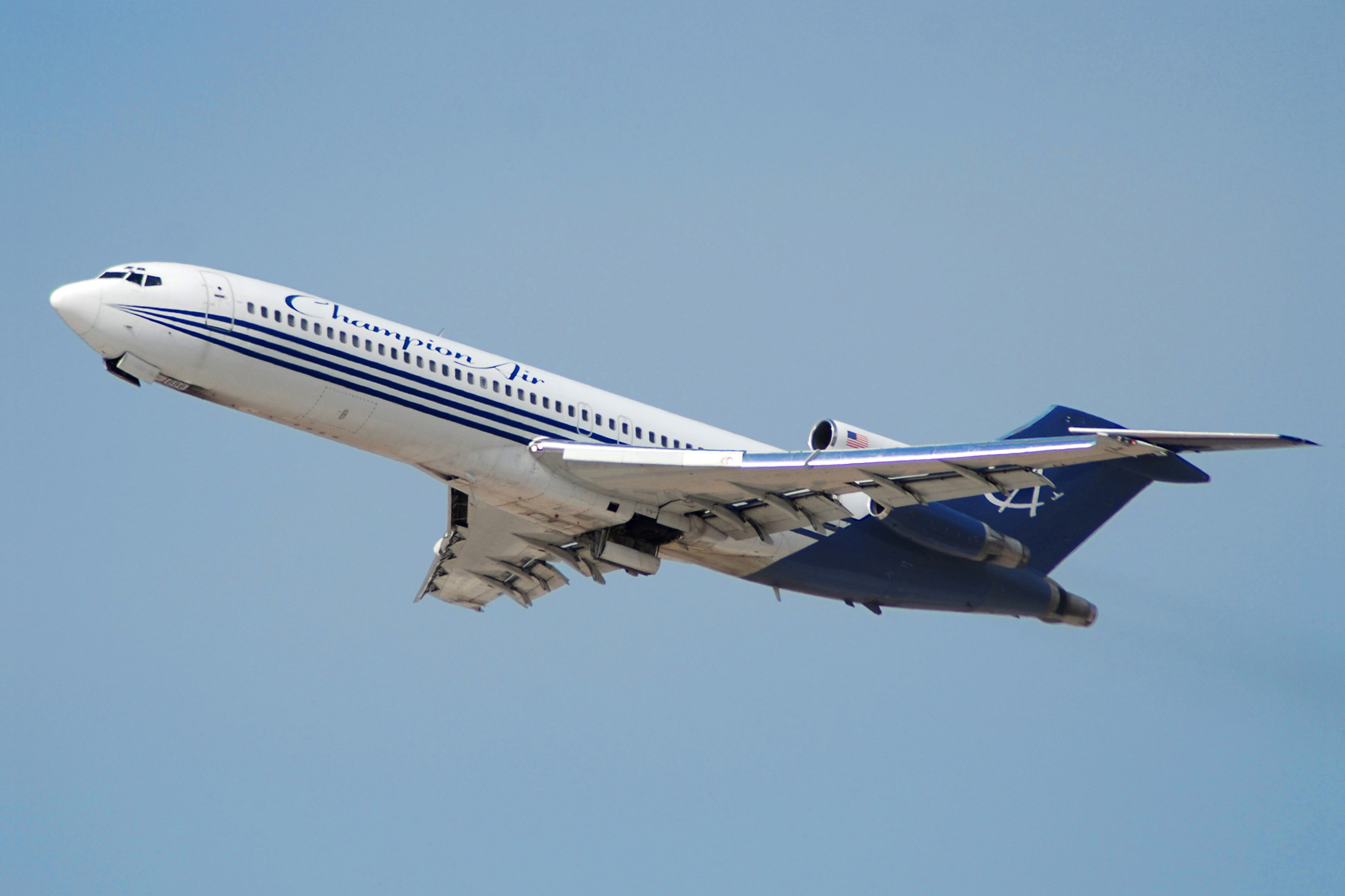
Boeing 727
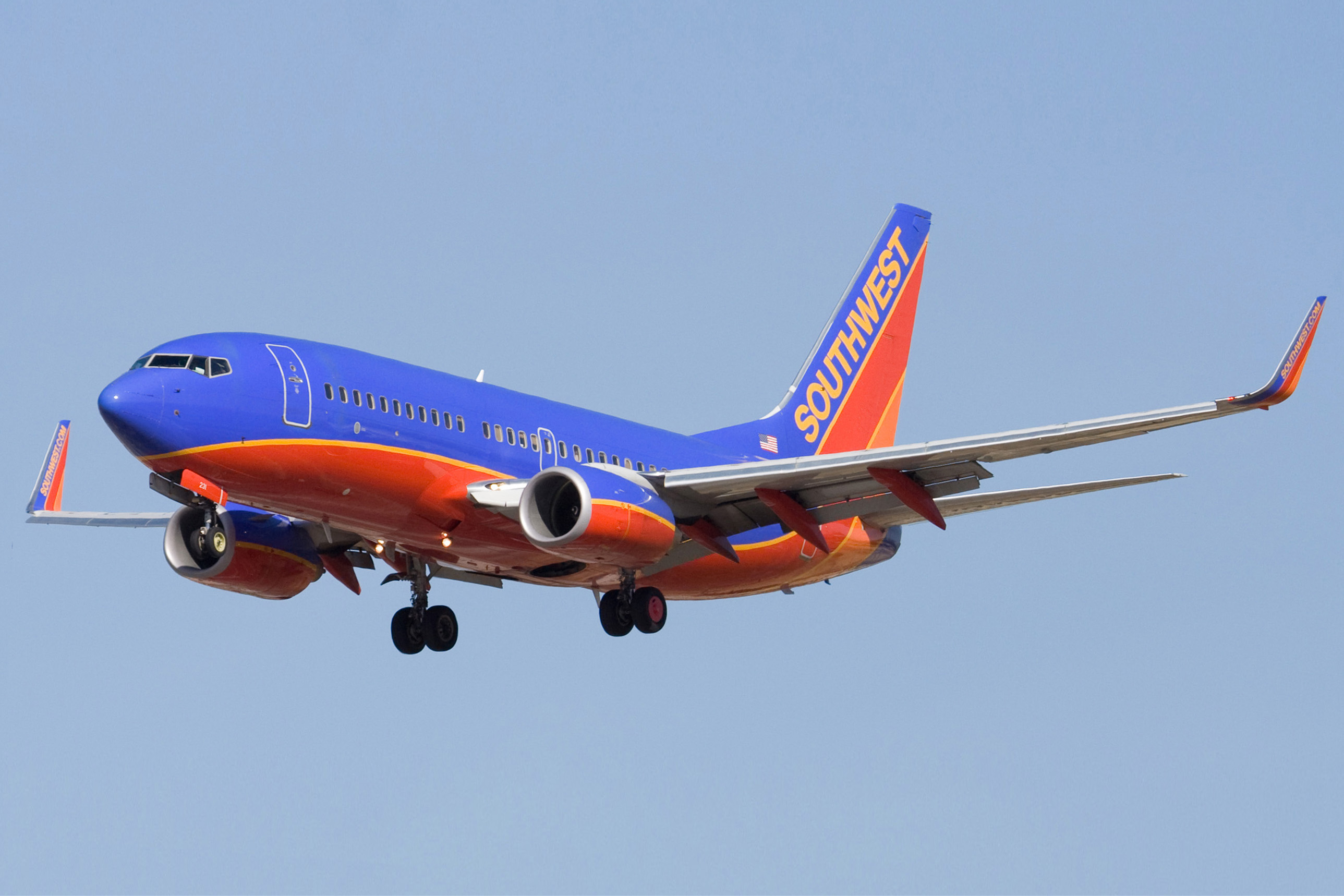
Boeing 737
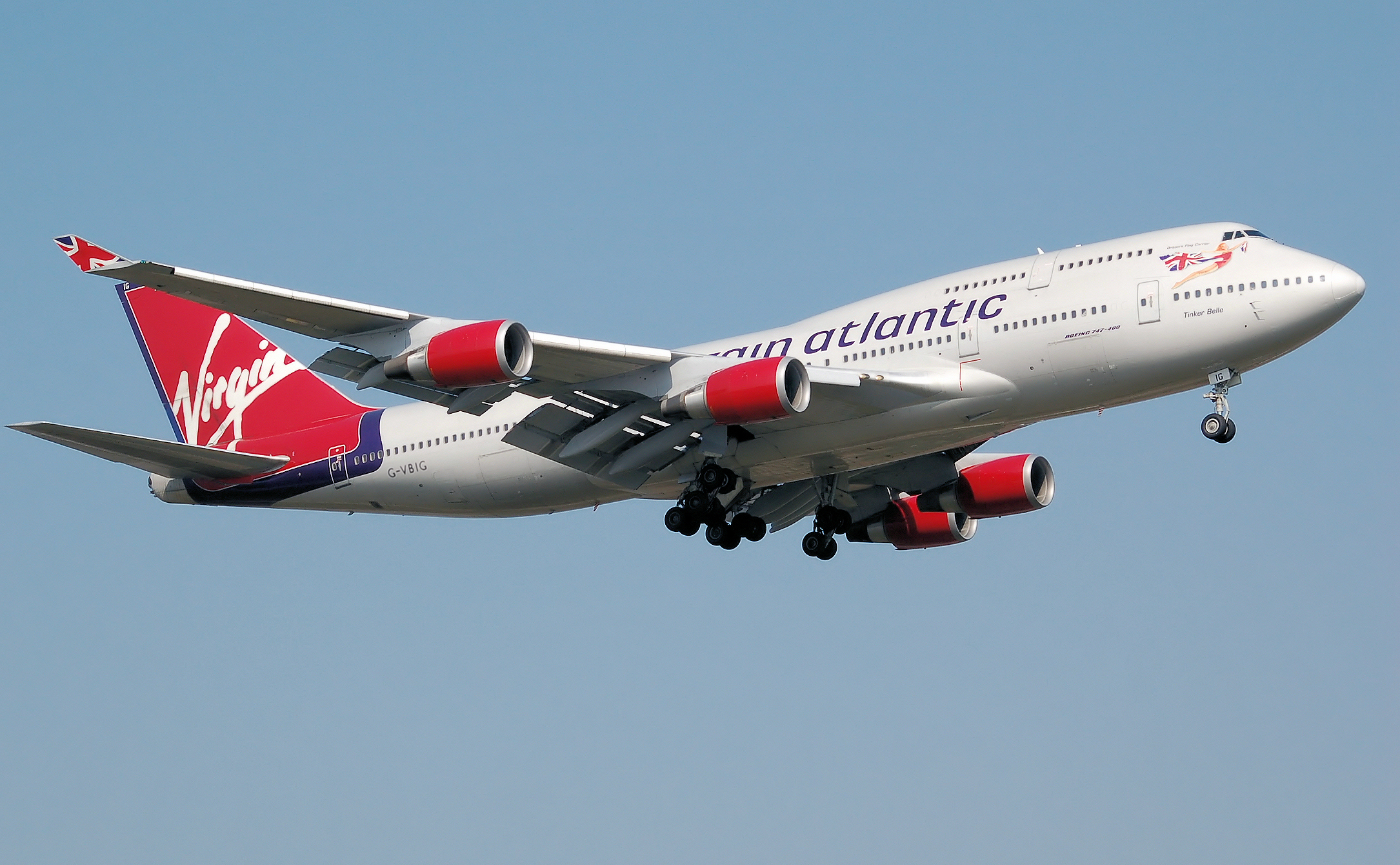
Boeing 747
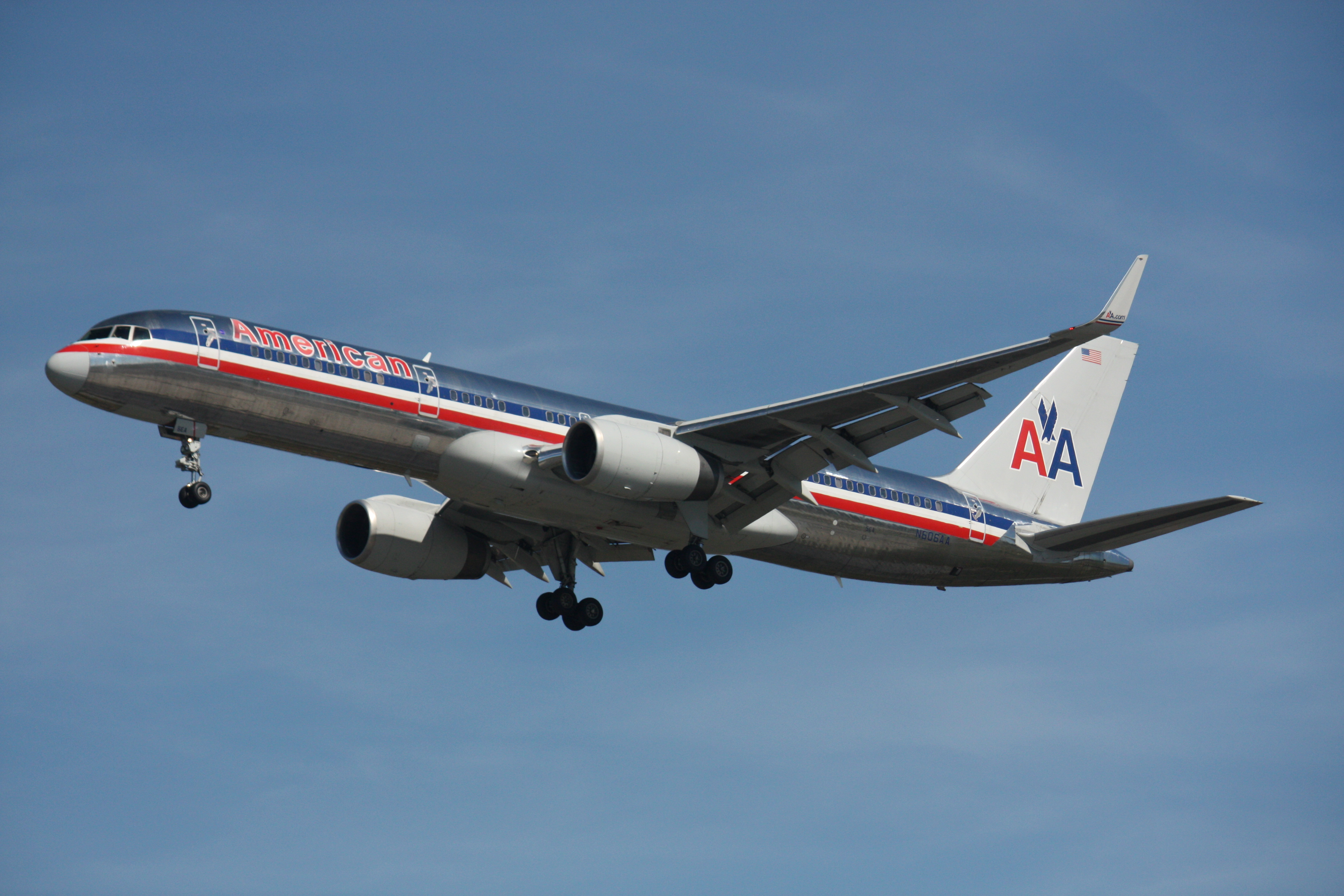
Boeing 757
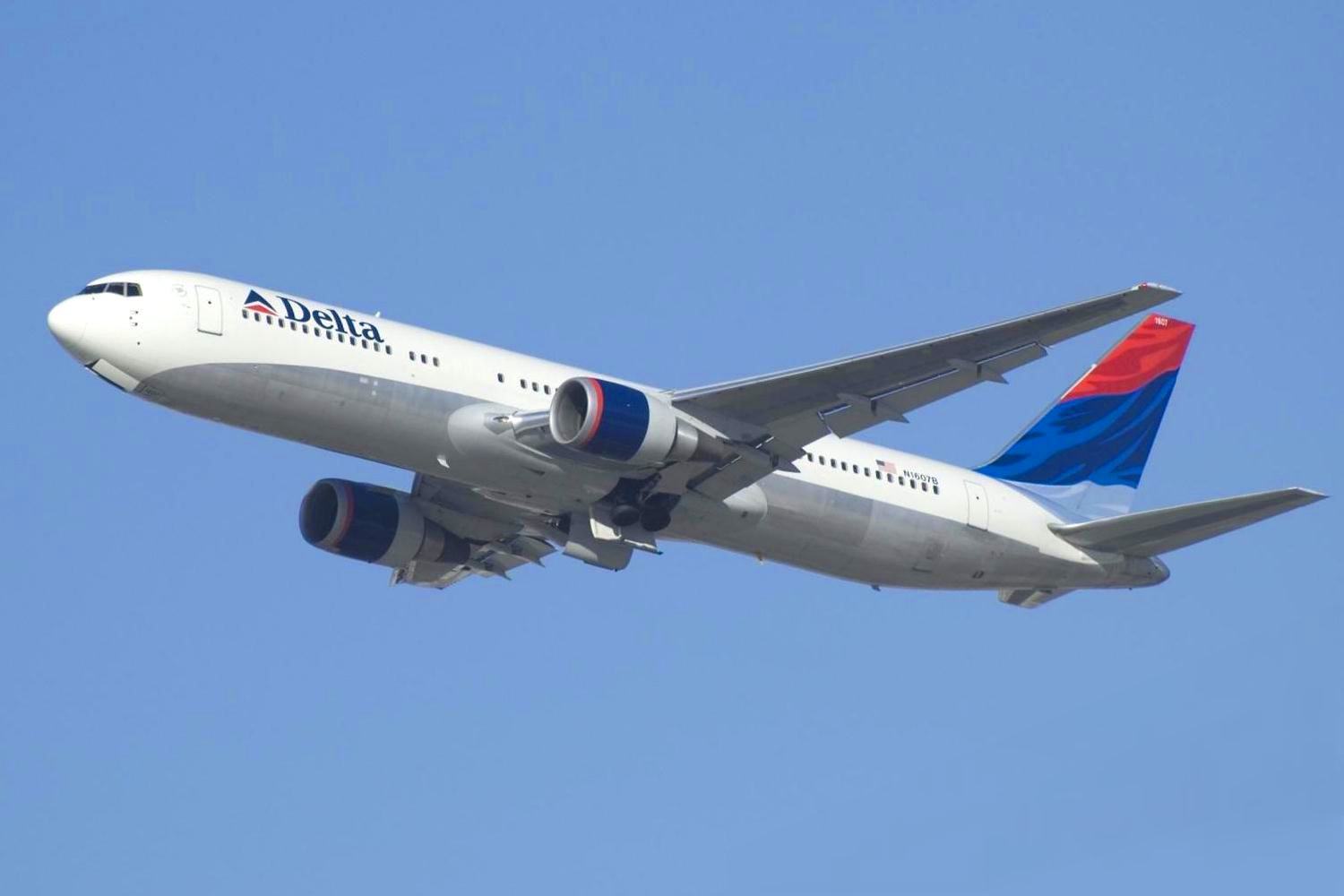
Boeing 767
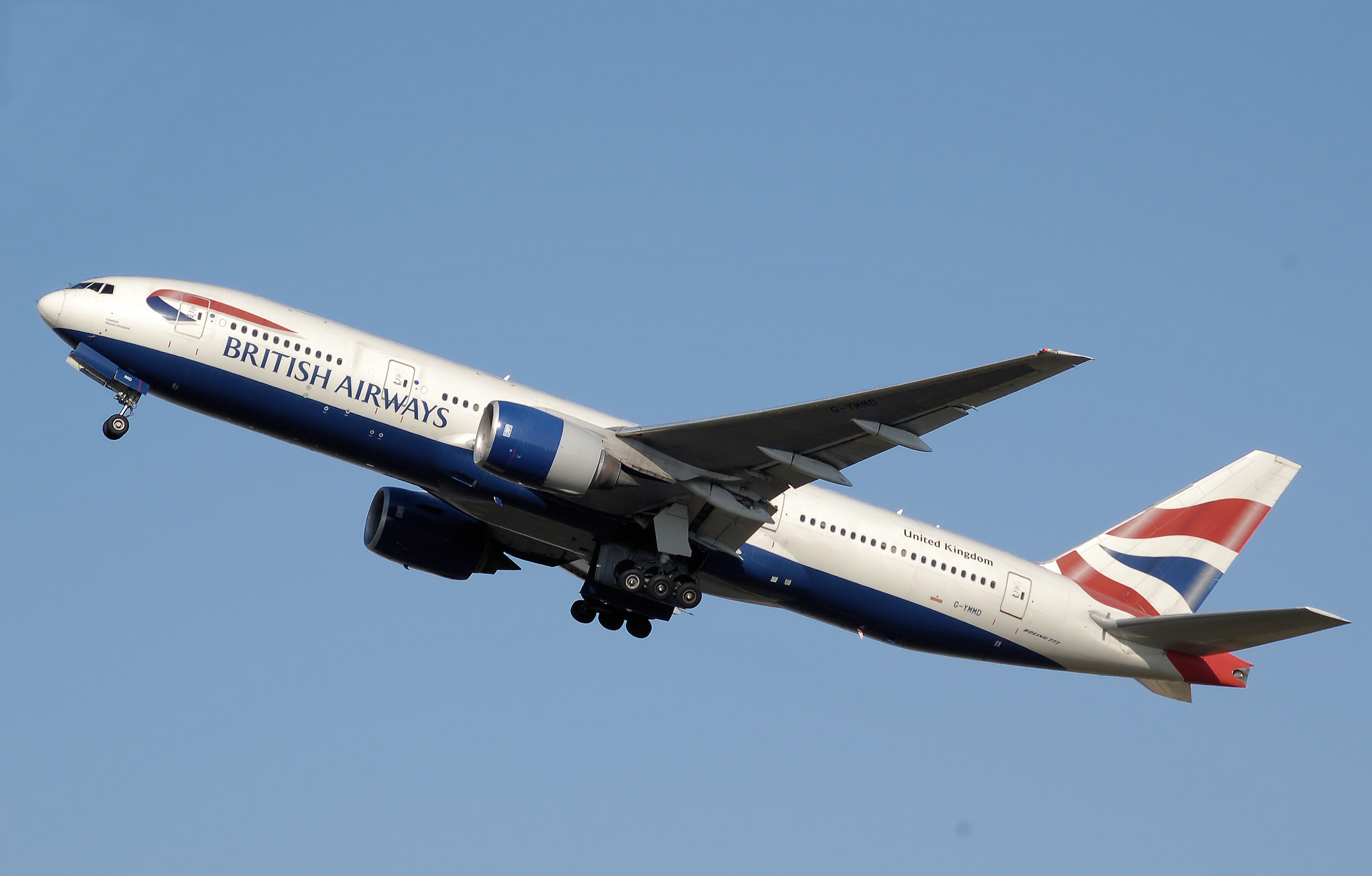
Boeing 777
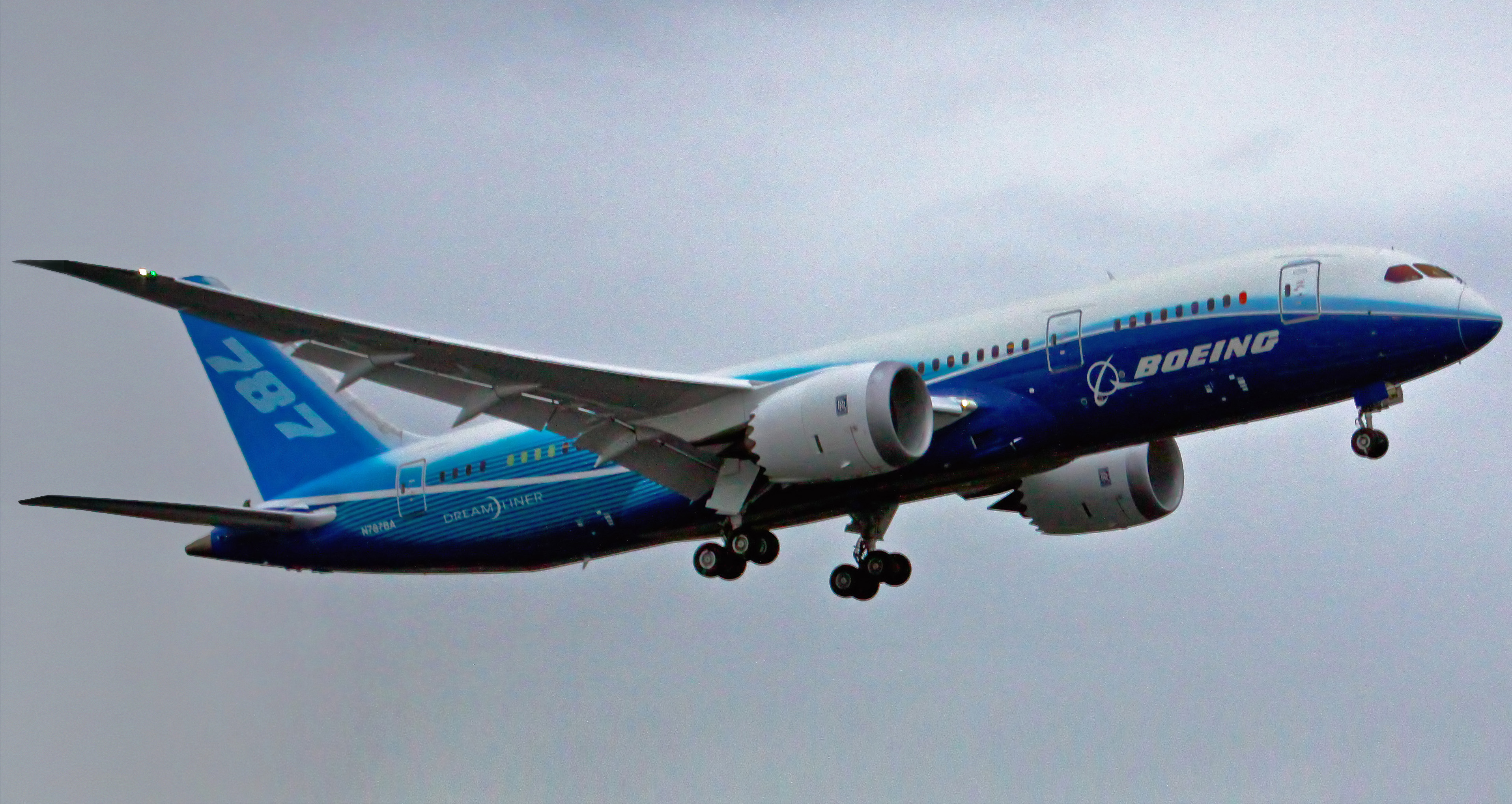
Boeing 787